# Lonchoptera nitidifrons
Lonchoptera nitidifrons är en tvåvingeart som beskrevs av Gabriel Strobl 1898. Lonchoptera nitidifrons ingår i släktet Lonchoptera och familjen spjutvingeflugor. Arten är reproducerande i Sverige. Inga underarter finns listade i Catalogue of Life.